# Sindrome di Noè

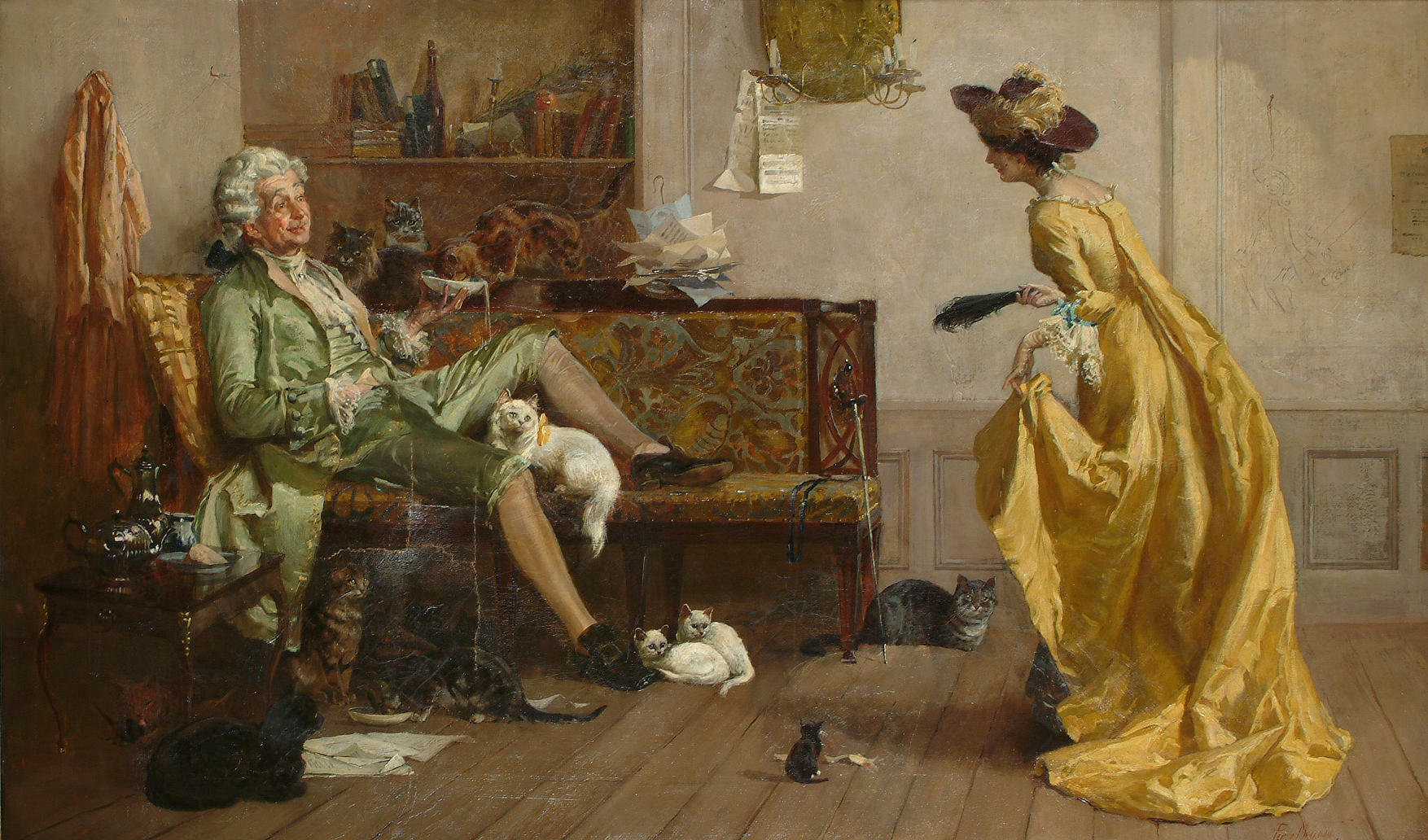
Peg Woffington in visita ad un eccentrico amante dei gatti, olio su tela, 72 x 118 cm

La sindrome di Noè si presenta come una sindrome da accaparramento di un gran numero di animali essa è spesso correlata a situazioni di stress psicosociale e solitudine.
Alcune della cause più comuni correlate a questa sindrome sono condizioni neurologiche e psichiatriche, come la demenza, il disturbo ossessivo compulsivo ( OCD ), le psicosi e la tossicodipendenza. Questa sindrome ha un'alta probabilità di recidiva, con quasi il 100%.
La sindrome di Noè è stata riconosciuta solo come un disturbo mentale a partire dal 2010; ed è stata individuata come variante della sindrome di Diogene a partire dal 2015.
Sembra che la sindrome di accaparramento di animali si sta intensificando in tutto il mondo.

## Caratteristiche
Questa patologia rappresenta un significativo problema a livello internazionale; inoltre, i soggetti che ne soffrono possono per anni sfuggire al riconoscimento della loro condizione.
Gli individui con accaparramento di animali spesso non hanno una visione delle condizioni dei loro animali e richiedono un intervento della comunità con gli animali che richiedono cure veterinarie.
Uno studio della Northumbria University nel Regno Unito i gatti, i cani e i conigli erano le specie più comunemente accumulate, rilevando che il disturbo ha un impatto significativo sulla salute pubblica sugli esseri umani coinvolti, nonché sul benessere degli animali. Gli individui, in prevalenza donne, mostrano auto-abbandono, apatia, ritiro sociale e accaparramento di oggetti; spesso vivono in locali squallidi, deteriorati, strutturalmente non sicuri e inabitabili, insieme ad animali trascurati.